# Metropolitansko područje
Metropolitansko područje, češće i Metro područje ili samo Metro (grčki: metros - majka, polis - grad) u urbanoj geografiji označava područje više gradova okupljenih oko središnjeg grada, najvećeg i najvažnijeg unutar tog područja, te rjeđe naseljeno okolno izvangradsko područje uključujući industriju, prometnu i gospodarsku infrastrukturu i stambene prostore. Najčešće se sastoji od više organizacijskih razina naselja, od općina i predgrađa do gradova, megagradova pa i samih država.
Kako su se društvene, ekonomske i političke institucije mijenjale, gradska područja su postala ključna gospodarska i politička područja razvitka. Naglom urbanizacijom (tzv. urbanom eksplozijom) početkom 1950-ih, gradovi su se počeli značajno širiti i spajati čineći dobro povezanu mrežu između gradova i njihovih okolnih naselja. Brojem stanovništva, političkom, upravnom i gospodarskom važnošću, brojni takvi gradovi prerasli su u metropole, čija su gradska područja postala metropolitanska područja.
Metropolitansko područje često okuplja i aglomeracije (kontinuirano izgrađena područja), satelitske gradove i seoska (ruralna) područja koja su društveno-gospodarski vezana za gradske metropolitanske jezgre. zbog toga se metropolitanska područja često nazivaju pojasima dnevne cirkulacije (engleski: commuter belt) ili pendulacije. Pojam metropolitansko područje dolazi iz engleskog jezika, zbog čega se često krati u Metro (Metro Manila, Metro Washington), ali ga treba razlikovati od skraćenice za podzemnu željeznicu (metro), koja bi se trebala pisati malim početnim slovom. U Francuskoj se metropolitanska područja nazivaju Aire Urban ili gradskim područjima.

## Povezano
- Metropola (metropolis)
- Regiopolis - novotvorenica koja označava područno gradsko središte
- Aglomeracija - grad sa svojom urbaniziranom okolicom
- Konurbacija - više gradova sraslih u jednu cjelinu

## Vanjske poveznice
- www.metropolis.org - Udruženje svjetskih metropola (engl.)